# Bałuczyńscy herbu Leliwa

Herb Leliwa

Bałuczyńscy herbu Leliwa – polski ród szlachecki wywodzący się z województwa ruskiego.

## Etymologia nazwiska
Nazwisko rodowe Bałuczyńskich prawdopodobnie ma charakter odmiejscowy i może pochodzić od ich gniazda rodowego, wsi Bałuczyn, zlokalizowanej w danym województwie ruskim.

## Historia
Pierwszym znanym nam członkiem rodu Bałuczyńskich był niejaki Stanisław, który figurował w 1476 roku na sądach we Lwowie.
Kolejny był Feliks Bałuczyński, występujący w dokumentach z 1498 roku jako podsętek, a w 1503 roku jako sędzia ziemski lwowski. W 1491 roku sprzedał swój dom zlokalizowany we Lwowie swemu bratankowi, Rafałowi.
Z tej rodziny Jan Bałuczyński zabezpieczył posag swojej żonie, Katarzynie ze Szpikłos w 1497 roku.
Do czasów obecnych zachował się dokument z 1504 roku, na którym widnieje nazwisko rodowe nieznanego z imienia Bałuczyńskiego, posła ziem ruskich oraz jego herb Leliwa.